# Рандолф (округ, Алабама)
Ра́ндолф (англ. Randolph County) — округ в штате Алабама, США. Официально образован 18 декабря 1832 года. По состоянию на 2010 год, численность населения составляла 22 913 человека.

## География
По данным Бюро переписи США, общая площадь округа равняется 1 512,562 км2, из которых 1 504,792 км2 суша и 9,324 км2 или 0,560 % это водоемы.

### Соседние округа
|           |          | Клиберн             | Карролл (шт. Джорджия) |  |
| Клей      | север    | Херд (шт. Джорджия) |                        |  |
| Клей      | Рандолф  | Херд (шт. Джорджия) |                        |  |
| Клей      | юг       | Херд (шт. Джорджия) |                        |  |
| Таллапуса | Чеймберс | Труп (шт. Джорджия) |                        |  |

## Население
По данным переписи населения 2000 года в округе проживает 22 380 жителей в составе 8 642 домашних хозяйств и 6 222 семей. Плотность населения составляет 15,00 человек на км2. На территории округа насчитывается 10 285 жилых строений, при плотности застройки около 7-ми строений на км2. Расовый состав населения: белые — 76,38 %, афроамериканцы — 22,24 %, коренные американцы (индейцы) — 0,20 %, азиаты — 0,22 %, гавайцы — 0,00 %, представители других рас — 0,34 %, представители двух или более рас — 0,62 %. Испаноязычные составляли 1,22 % населения независимо от расы.
В составе 31,10 % из общего числа домашних хозяйств проживают дети в возрасте до 18 лет, 56,20 % домашних хозяйств представляют собой супружеские пары проживающие вместе, 12,20 % домашних хозяйств представляют собой одиноких женщин без супруга, 28,00 % домашних хозяйств не имеют отношения к семьям, 25,60 % домашних хозяйств состоят из одного человека, 11,50 % домашних хозяйств состоят из престарелых (65 лет и старше), проживающих в одиночестве. Средний размер домашнего хозяйства составляет 2,52 человека, и средний размер семьи 3,02 человека.
Возрастной состав округа: 25,10 % моложе 18 лет, 8,70 % от 18 до 24, 26,80 % от 25 до 44, 23,50 % от 45 до 64 и 23,50 % от 65 и старше. Средний возраст жителя округа 38 лет. На каждые 100 женщин приходится 93,40 мужчин. На каждые 100 женщин старше 18 лет приходится 90,00 мужчин.
Средний доход на домохозяйство в округе составлял 28 675 USD, на семью — 34 684 USD. Среднестатистический заработок мужчины был 27 069 USD против 20 323 USD для женщины. Доход на душу населения составлял 14 147 USD. Около 12,60 % семей и 17,00 % общего населения находились ниже черты бедности, в том числе — 22,10 % молодежи (тех, кому ещё не исполнилось 18 лет) и 14,80 % тех, кому было уже больше 65 лет.